# Охотничий (Удмуртия)

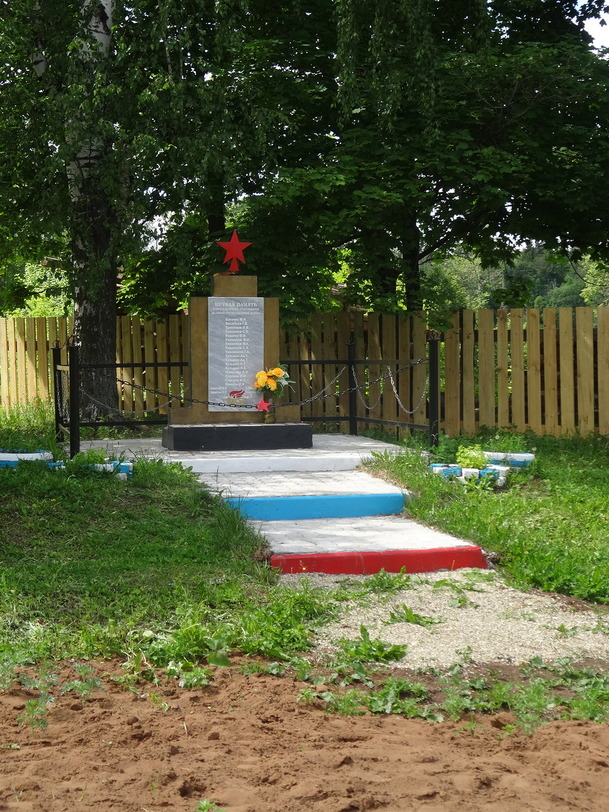
Памятник погибшим в Великой Отечественной войне жителям п. Охотничий

Охотничий — деревня в Алнашском районе Удмуртии, входит в Староутчанское сельское поселение. Находится в 12 км к юго-западу от села Алнаши и в 97 км к юго-западу от Ижевска.
Население на 1 января 2008 года — 33 человека.

## История
В марте 1933 года в выселке Охотничий образован колхоз «Трудовик».
На 1 января 1939 года выселок Охотничий находился в составе Удмурт-Гондыревского сельсовета Алнашского района. В июле 1950 года объединены колхозы нескольких соседних деревень (в том числе выселка Охотничий), образован укрупнённый колхоз «Коммунар», с центральной усадьбой в деревне Удмуртское Гондырево. В 1963 году Удмурт-Гондыревский сельсовет упразднён и деревня причислена к Староутчанскому сельсовету. В августе 1972 года деревня Охотничий из состава колхоза «Коммунар» перешла в колхоз «имени Жданова».
Постановлением Госсовета УР от 26 октября 2004 года починок Охотничий Староутчанского сельсовета был преобразован в деревню Охотничий. 16 ноября 2004 года Староутчанский сельсовет был преобразован в муниципальное образование «Староутчанское» и наделён статусом сельского поселения.

## Население
| 2008 | 2010 | 2012 |
| ---- | ---- | ---- |
| 33   | ↘23  | ↘21  |